# Світовий рейтинг благодійності
Світовий рейтинг благодійності — дослідження, яке проводить британська благодійна організація Charities Aid Foundation (CAF, https://www.cafonline.org/) на підставі даних всесвітнього опитування компанії Gallup World View.
У цьому дослідженні бере участь понад 150 тисяч респондентів із 153 країн. Воно є найбільшим у сфері доброчинності і єдиним на сьогодні, що дає загальне уявлення про предмет у глобальному масштабі.
Документ аналізує тенденції розвитку благодійності у різних країнах світу, а також дає рекомендації щодо доброчинності і корпоративної соціальної відповідальності урядам, некомерційним організаціям, компаніям та приватним особам.
Місце країни в рейтингу залежить від середнього значення за трьома показниками:
1. пожертвування приватними особами грошей благодійним організаціям,
2. робота приватних осіб, як волонтерів
3. надання громадянами допомоги незнайомим людям, котрі її потребують.

Значення рейтингу вказується у відсотках.

## «Світовий рейтинг благодійності— 2011»
Середній показник рейтингу за трьома показниками склав у 2011 році 32,4 %.
Перша десятка
1. США
2. Ірландія
3. Австралія
4. Нова Зеландія
5. Велика Британія
6. Нідерланди
7. Канада
8. Шрі-Ланка
9. Таїланд
10. Лаоська Народно-Демократична Республіка

Україна
За рік перемістилася з 150 на 105 місце з такими показниками:
- благодійні пожертвування — 11 %
- 30 % — волонтерська робота
- 37 % — допомога нужденним (19 %).